# Przestrzeń nadmostkowa
Przestrzeń nadmostkowa (łac. spastium suprasternale) – w anatomii człowieka część przyśrodkowa szczelinowatej przestrzeni łącznotkankowej utworzonej przez blaszkę powierzchowną i przedtchawiczą powięzi szyi położona nad rękojeścią mostka i do tyłu od przyczepu mostkowego mięśnia mostkowo-obojczykowo-sutkowego.
Przestrzeń nadmostkowa zawiera dolne odcinki żył szyjnych przednich połączone łukiem żylnym szyi oraz skąpą ilość luźnej tkanki łącznej i tkanki tłuszczowej. Niekiedy znajduje się tu również węzeł chłonny.
Jest jedną z przestrzeni międzypowięziowych szyi.